# 科利馬火山

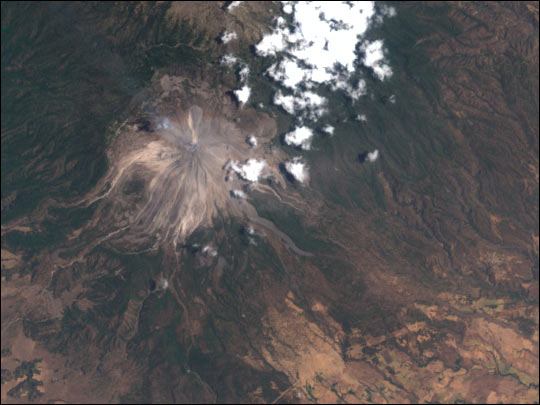
科利馬火山衛星圖片

科利馬火山位於墨西哥哈利斯科州和科利馬州交界，由兩個海拔高度分別是4,330米和3,860米的火山組成，距離首都墨西哥城485公里、瓜達拉哈拉125公里，是墨西哥和北美洲最活躍的活火山之一，因此被國際火山學與地球內部化學協會（IAVCEI）列為十年火山。

## 噴發紀錄
這座火山自1576年起已發生超過40次噴發。
2005年6月8日，科利馬火山發生近數十年最大型的火山爆發，熱柱升至火山口5公里上空，當局疏散至少3條村落。
2014年11月21日，火山再次喷发。热柱喷出5公里高，覆盖了25公里外的城镇。没有人员死亡报告。2015年7月10日，又一次喷发。
2016年9月25日星期日发生了另一次喷发，将火山灰喷到天空10,000英尺（3048米）。同年12月期间，每天发生一到两次喷发。12月18日星期日，共有3次火山喷发。最大的火山灰柱高达2公里。
2017年1月18日世界标准时间06:27（中部标准时间00:27）再次发生强烈喷发。喷发将火山灰喷到火山口上方4公里（13,123英尺）处。

## 圖片集

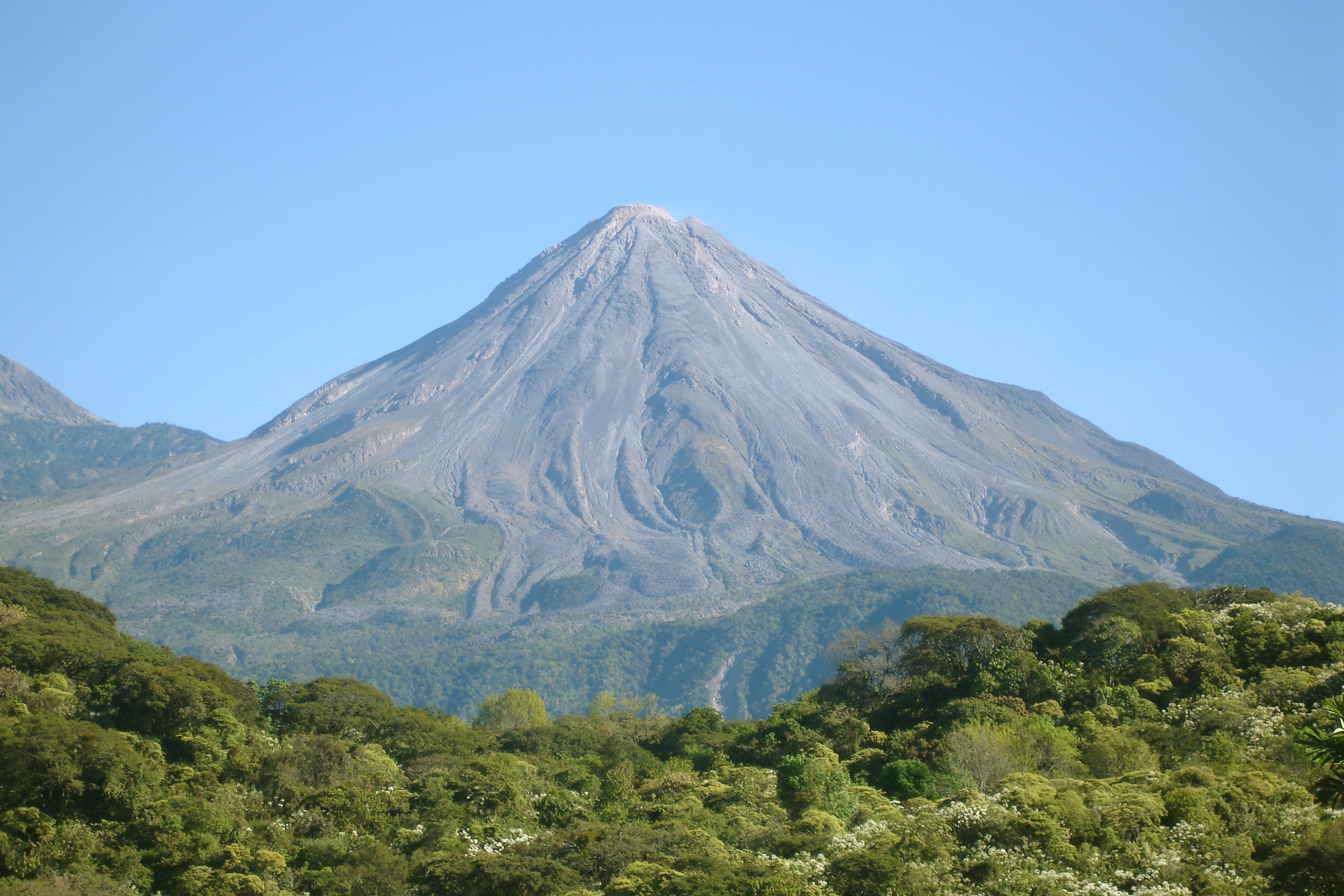
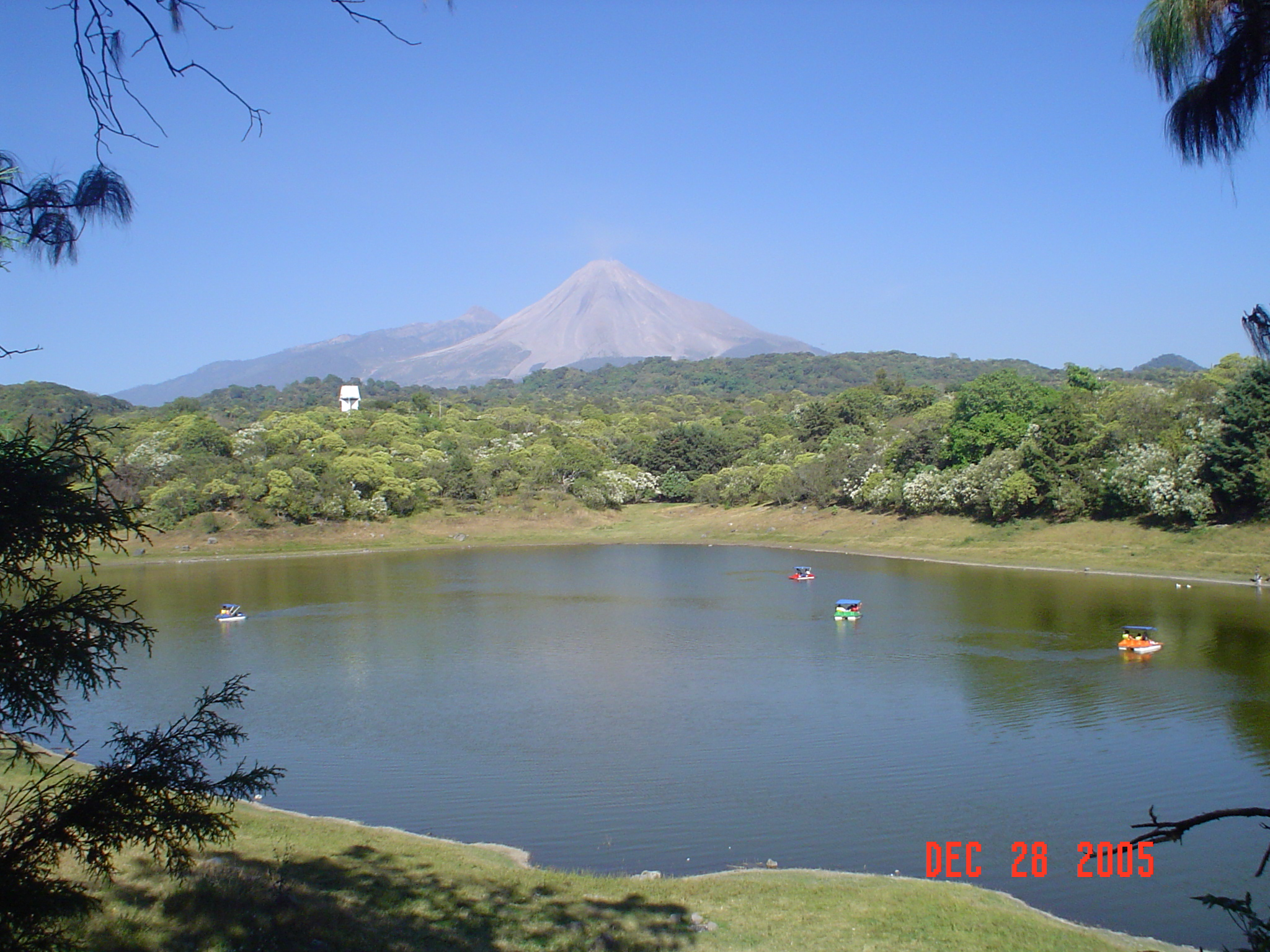
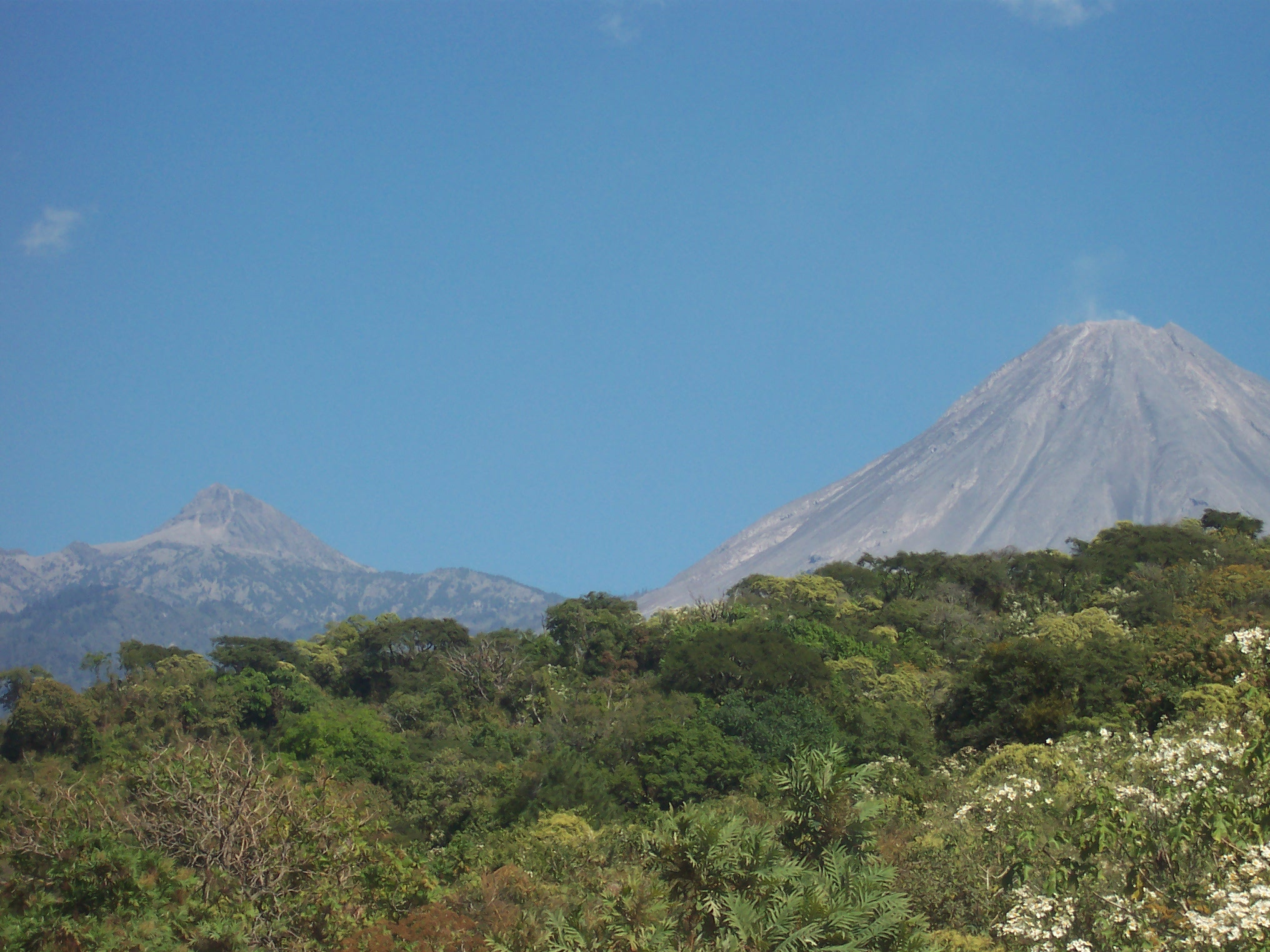
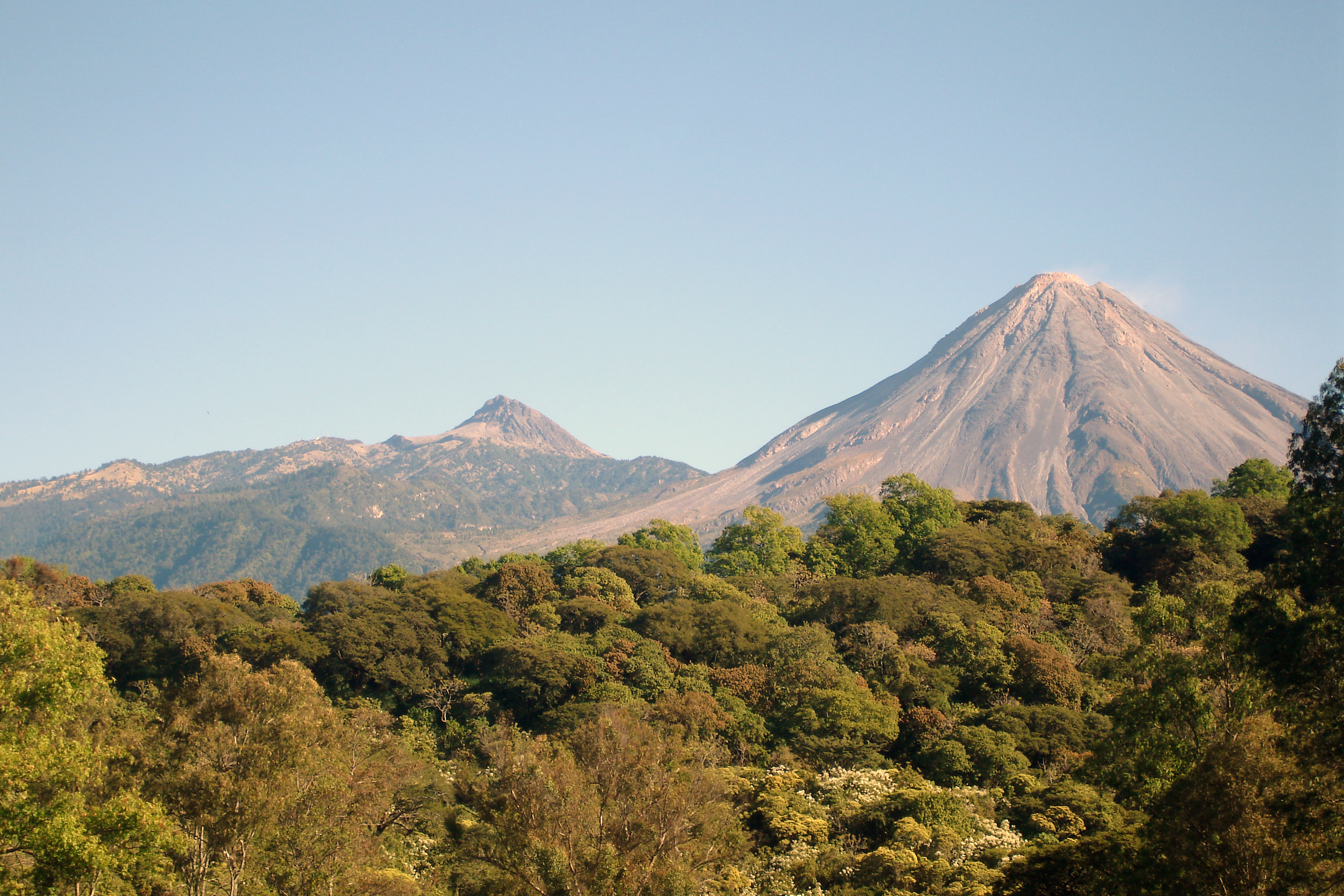
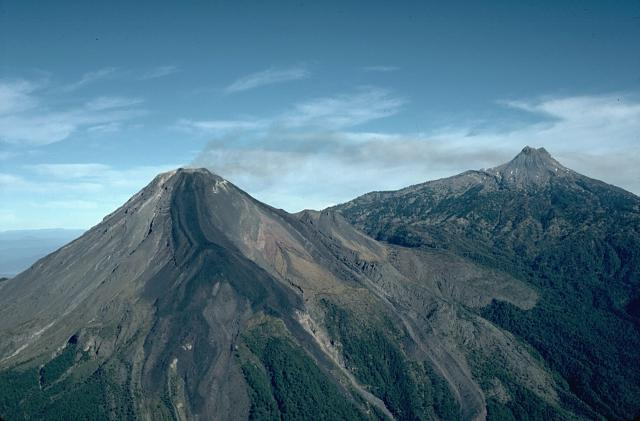
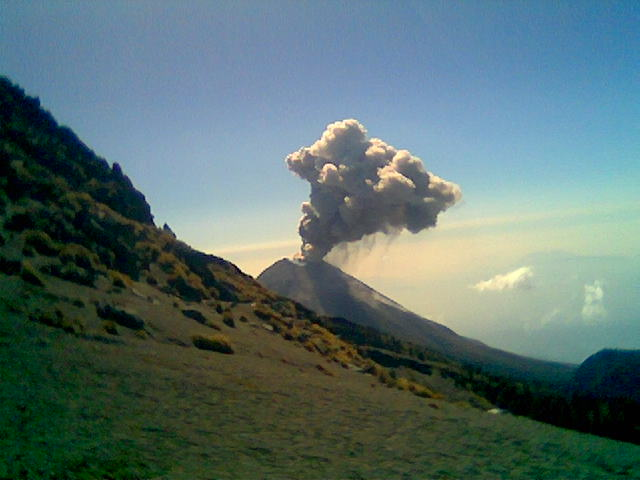
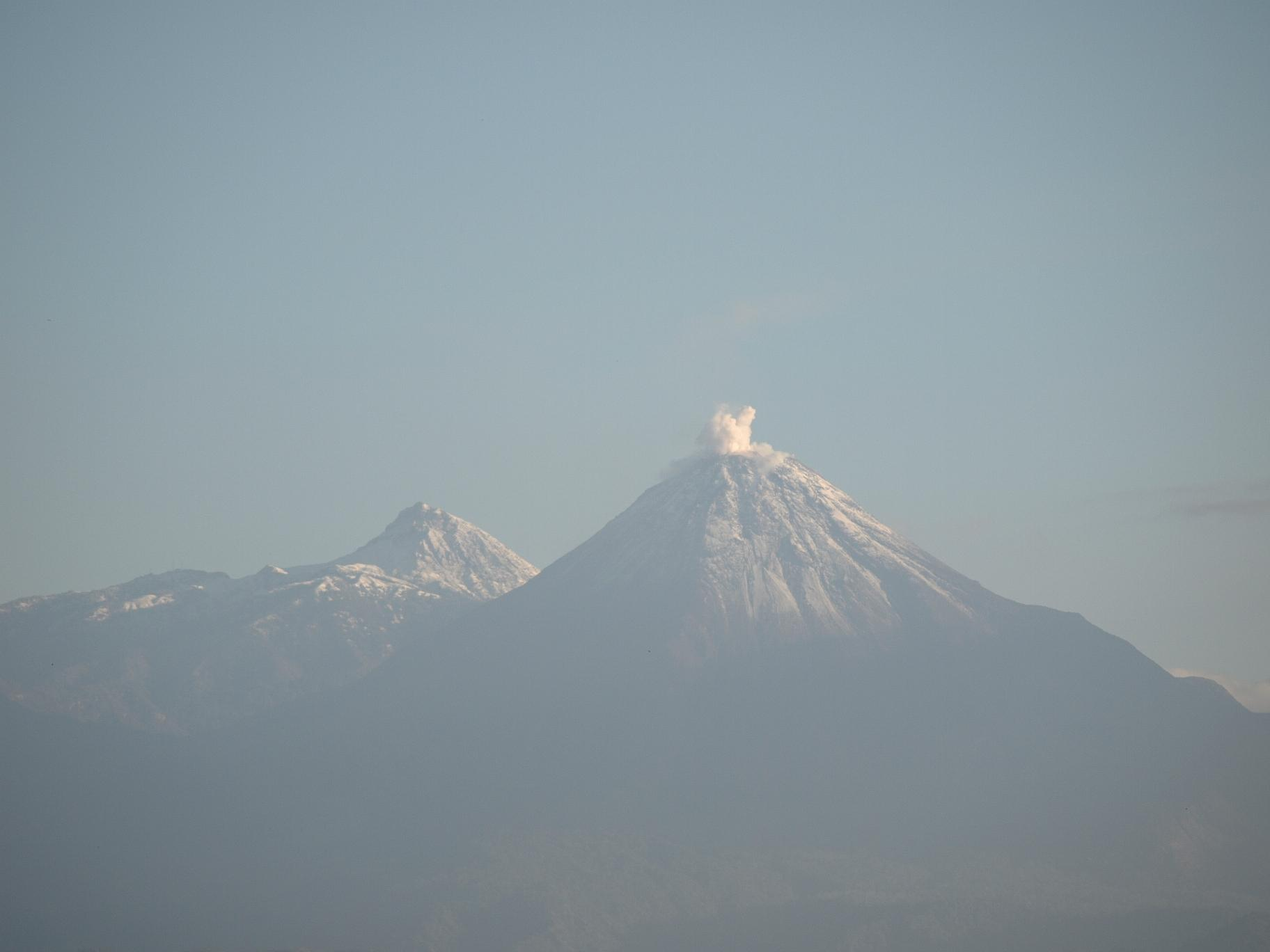

## 外部連結
- Universidad de Colima, Observatorio Vulcanológico (in Spanish)
- Universidad de Colima, Centro de Intercambio e Investigación en Vulcanología (in English and Spanish)
- Experiments at Colima by the Alaska Volcano Observatory
- . 全球火山作用计划. 史密森尼学会.   [2009-01-14].